# Traci Braxton
Traci Renee Braxton (Severn, 2 aprile 1971 – 11 marzo 2022) è stata una cantante e personaggio televisivo statunitense. Membro del gruppo vocale The Braxtons, ha inoltre pubblicato due album da solista.

## Biografia
Nata in Maryland, è sorella di Toni Braxton, Tamar Braxton, Trina Braxton e Towanda Braxton. Le cinque sorelle hanno anche un fratello, Michael Jr.
La carriera musicale di Traci inizia nel 1989, quando le cinque sorelle firmano un contratto discografico con Arista Records e prendono il nome artistico The Braxtons. Il gruppo femminile esordisce con il singolo Good Life. Nel 1991, dopo l'uscita di Toni Braxton, che firma da solista per LaFace Records, Traci diventa con le sorelle corista e collaboratrice di Toni.
Nel 1995 ha intrapreso l'attività di consulente artistico per i giovani. L'anno dopo le The Braxtons, come trio composto da Tamar, Trina e Towanda, ha pubblicato l'album So Many Ways.
Nel 2011 le cinque sorelle Braxton si sono riunite per la realizzazione di un reality show chiamato Braxton Family Values e andato in onda su WE tv.
Nel 2013 Braxton inizia ufficialmente la sua carriera solista firmando un contratto per eOne Music. Lo stesso anno comincia a lavorare in radio per BLIS.F.M. con un suo programma.
Nell'ottobre 2014 pubblica il suo primo album in studio intitolato Crash & Burn, che vede in un brano la partecipazione di Raheem DeVaughn
Nell'ottobre 2015, a nome The Braxtons, esce il disco Braxton Family Christmas, un album natalizio diffuso da Def Jam a cui partecipa anche Traci. Nel 2018 pubblica il suo secondo album da solista On Earth.

### Morte
Traci Braxton è morta l'11 marzo 2022 all'età di 50 anni a causa di un carcinoma dell'esofago, malattia con cui aveva combattuto per almeno un anno prima del decesso.

## Discografia

### Album in studio
- 2014 - Crash & Burn
- 2018 - On Earth

### Singoli
- 2014 - Last Call
- 2015 - Perfect Time
- 2016 - Body Shots
- 2018 - Broken Things (feat. Toni, Towanda e Trina Braxton)
- 2018 - Lifeline